# Apeadeiro de São Vicente de Lafões
O Apeadeiro de São Vicente de Lafões, originalmente denominado apenas de São Vicente, foi uma gare da Linha do Linha do Vouga, que servia a localidade de São Vicente de Lafões, no concelho de Oliveira de Frades, em Portugal.

## Descrição
A superfície dos carris (plano de rolamento) da estação ferroviária de São Vicente de Lafões ao PK 99+900 situa-se à altitude de 37 200 cm acima do nível médio das águas do mar. O abrigo de plataforma situava-se do lado sul da via (lado direito do sentido ascendente, para Viseu).

## História

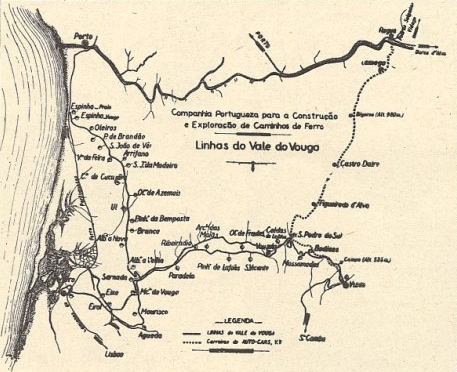
Mapa da Rede do Vouga, onde se pode ver a localização do apeadeiro de São Vicente de Lafões.

Esta interface inseria-se no troço da Linha do Vouga entre Ribeiradio e Vouzela, que entrou ao serviço no dia 30 de Novembro de 1913, pela Compagnie Française pour la Construction et Exploitation des Chemins de Fer à l'Étranger.
São Vicente de Lafões tinha originalmente estatuto de estação, tendo sido mais tarde (antes de 1985) despromovido à categoria de apeadeiro. Até pelo menos 1939, esta interface aparecia com o nome de São Vicente.
Em 1 de Janeiro de 1947, a exploração da Linha do Vouga passou para a Companhia dos Caminhos de Ferro Portugueses.
Em Setembro de 1971, a Companhia dos Caminhos de Ferro Portugueses informou que a partir do dia 1 de Outubro desse ano iriam ser desguarnecidas várias estações e apeadeiros, incluindo São Vicente de Lafões, como parte de um programa de racionalização da exploração ferroviária. Desta forma, deixaria de vender bilhetes, que passariam a ser comprados a bordo dos comboios, e seria suspensa a expedição de bagagens e remessas em detalhe. Em 2 de Janeiro de 1990, a operadora Caminhos de Ferro Portugueses encerrou a circulação no lanço entre Sernada do Vouga e Viseu.

Mais tarde, o antigo abrigo, de dois andares, passou a albergar a Junta de Freguesia de São Vicente de Lafões.

## Leitura recomendada
- SILVA, José; RIBEIRO, Manuel (2007). Os Comboios em Portugal. Volume III 1.ª ed. Lisboa: Terramar - Editores, Distribuidores e Livreiros, Lda. 203 páginas. ISBN 978-972-710-408-6